# Convicto y confeso
Convicto y confeso (título original: Indict and Convict) es un telefilme estadounidense de drama y crimen de 1974, dirigido por Boris Sagal, escrito por Winston Miller y basado en un libro de Bill Davidson, musicalizado por Jerry Goldsmith, en la fotografía estuvo Bill Butler y los protagonistas son George Grizzard, Reni Santoni y Susan Howard, entre otros. Este largometraje fue realizado por Groverton Productions y Universal Television; se estrenó el 6 de enero de 1974.

## Sinopsis
Trata acerca de un fiscal que debe juzgar a un colega, que también es su amigo, este está acusado de matar a su cónyuge y al amante de ella.